# Plebeia jatiformis
Plebeia jatiformis är en biart som först beskrevs av Cockerell 1912.  Plebeia jatiformis ingår i släktet Plebeia och familjen långtungebin. Inga underarter finns listade i Catalogue of Life.